# ان‌جی‌سی ۳۱۱۵
ان‌جی‌سی ۳۱۱۵ (انگلیسی: NGC 3115) یک کهکشان عدسی شکل میدانی (S0) در صورت فلکی سدس است. این کهکشان توسط ویلیام هرشل در ۲۲ فوریه ۱۷۸۷ کشف شد. این کهکشان در فاصله ۳۲ میلیون سال نوری از زمین جای دارد و چندین برابر بزرگتر از کهکشان راه شیری است. این کهکشان عدسی شکل (S0) است، زیرا حاوی یک دیسک و یک برآمدگی مرکزی از ستارگان است، اما بدون الگوی مارپیچی قابل تشخیص. NGC 315 تقریباً دقیقاً لبه‌ای دیده می‌شود، اما با این وجود به اشتباه به‌عنوان بیضوی طبقه‌بندی شد. برخی گمانه‌زنی‌ها وجود دارد که NGC 3115 در دوران جوانی خود یک اختروش بوده است.